# レオ・シャープ
レオ・シャープ（Leo Sharp、1924年5月7日 - 2016年12月12日）は、アメリカ合衆国の園芸家である。

## 経歴
1924年5月7日、インディアナ州ミシガン・シティに生まれる。ミシガン州デトロイトで育った。
高校を卒業したのち、アメリカ陸軍に入隊し、第88歩兵師団に所属した。第二次世界大戦でイタリア戦線に従軍し、ブロンズ・スター・メダルを授与された。
戦後、ミシガン・シティ近郊に46エーカーの農地を持ち、ブルックウッド・ガーデンズを起業した。1990年代中盤までには、デイリリー栽培の達人として知られるようになった。しかし、顧客がインターネット経由で種子を購入するようになると、彼の事業はデジタルの世界に適応できず、低迷した。
2009年、シナロア・カルテルの運び屋に就いた。彼の愛称は、スペイン語で「おじいさん」を意味する「エル・タタ」であった。2011年まで麻薬の運び屋を務めた彼は、合計1,400ポンド以上の麻薬を運んだことを認めている。麻薬の運び屋を務めた理由については、デイリリーと同じようにコカインは人々を幸せにする植物だからである、と語った。
2016年12月12日、92歳で死去。彼の遺体は国立太平洋記念墓地に埋葬された。

## 大衆文化
2018年に公開されたクリント・イーストウッド監督・主演の映画『運び屋』は、『ニューヨーク・タイムズ』のサム・ドルニックの記事「The Sinaloa Cartel's 90-Year-Old Drug Mule」に基づいている。

## 関連文献
- Dolnick, Sam (2014年6月15日). “There's a True Story Behind 'The Mule': The Sinaloa Cartel's 90-Year-Old Drug Mule”. The New York Times. 2018年12月17日閲覧。